# فوکر اس.۱۴
فوکر اس.۱۴ (انگلیسی: Fokker S.14) یک هواپیمای ساخت فوکر است .